# La Cité de la joie (refuge)
Pour les articles homonymes, voir La Cité de la joie (homonymie).
La Cité de la joie est un centre d'accueil pour les victimes de viol à Bukavu dans le Sud-Kivu en République Démocratique du Congo fondé en 2011 par Eve Ensler et Christine Schuler Deschryver,, avec le soutien de V-Day, la Fondation Panzi, et le Fonds des Nations Unies pour l'enfance (UNICEF).

## Contexte

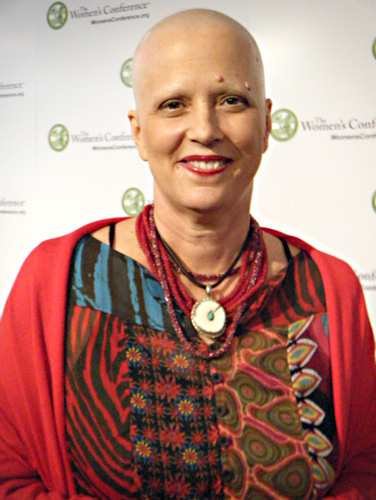
Eve Ensler

Eve Ensler, connue pour avoir écrit Les Monologues du vagin, se rend en RDC en 2009 afin de rencontrer des femmes survivantes de violences sexuelles dans le cadre de son activité avec V-Day, un mouvement s'opposant à la violence envers les femmes. Elle recueille leurs témoignages mais aussi leurs désirs pour le futur, et les femmes survivantes expriment l'envie d'avoir un lieu de guérison qui leur permette d'apprendre un métier. Le nom de « Cité de la joie » est retenu pour appuyer sur le fait qu'une victime de viol ou de violences n'est pas destinée à souffrir toute sa vie. En 2011, V-Day, en association avec la Fondation Panzi (RDC), ouvre la Cité de la Joie. Le centre est situé à Bukavu, non loin de l'hôpital Panzi où le docteur Mukwege opère les femmes mutilées après un viol pour reconstruire leur vagin. La Cité de la joie accueille environ 180 victimes de violences liées au genre par an,. 

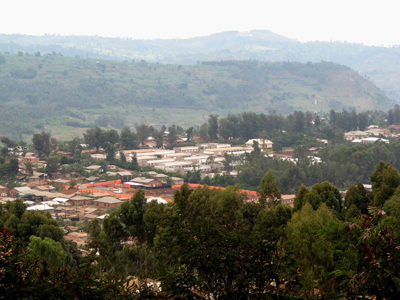
L'hôpital Panzi du Docteur Mukwege à Bukavu, situé près de la Cité de la joie.

La Cité de la joie est conçue comme un centre d'étude comportant des salles de classe destinée à la formation d'anciennes survivantes de violences sexuelles afin de leur permettre d'apprendre un métier et de se reconstruire en vue d'acquérir une autonomie économique. Le centre a été construit grâce à des dons privés, l'aide de l'UNICEF et de fondations, mais les survivantes l'ont en grande partie construit de leurs propres mains,,.
La Cité de la joie délivre des certificats de leadership à ses étudiantes,.

## Postérité
Un film documentaire de 2016 intitulé Bukavu, la cité de la joie réalisé par Madeleine Gavin retrace son histoire,.